# Nikola Vukčević
Nikola Vukčević (Montenegrijns: Никола Вукчевић) (Titograd, 13 december 1991) is een Montenegrijns voormalig voetballer die doorgaans speelde als middenvelder. Tussen 2010 en 2023 was hij actief voor Budućnost Podgorica, SC Braga, Levante en Al-Ahli. Vukčević maakte in 2014 zijn debuut in het Montenegrijns voetbalelftal.

## Clubcarrière
Vukčević speelde in de jeugd bij Budućnost Podgorica, de club waarvoor hij ook zijn debuut zou maken. Tussen 2010 en 2013 zou de middenvelder tot ruim zestig competitieoptredens komen in de hoofdmacht van Budućnost. Daarin trof hij tweemaal doel. In de zomer van 2013 verkaste de Montenegrijn naar SC Braga, waar hij zijn handtekening zette onder een verbintenis voor de duur van vier seizoenen. Zijn debuut in de Primeira Liga maakte Vukčević op 10 januari 2014, toen door een treffer van Felipe Pardo en twee van Raul Rusescu met 3–0 gewonnen werd van Vitória Guimarães. De Montenegrijn begon op de bank en mocht van coach Jesualdo Ferreira in de blessuretijd invallen voor Pardo. In zijn eerste seizoen speelde hij twee competitiewedstrijden en het jaar erop nul, maar vanaf het seizoen 2015/16 ging hij steeds meer een rol spelen in het eerste elftal van Braga. Het contract van Vukčević werd in 2016 verlengd met drie seizoenen, tot medio 2020. In de zomer van 2018 verkaste hij voor circa negen miljoen euro naar Levante, waar hij voor vier jaar tekende. Na afloop van dit contract verkaste de Montenegrijn transfervrij naar Al-Ahli. Een jaar later besloot Vukčević op eenendertigjarige leeftijd een punt achter zijn actieve loopbaan te zetten.

## Clubstatistieken
| Seizoen | Club                | Competitie       | Competitie | Competitie | Beker | Beker | Internationaal | Internationaal | Totaal | Totaal |
| Seizoen | Club                | Competitie       | Wed.       | Dlp.       | Wed.  | Dlp.  | Wed.           | Dlp.           | Wed.   | Dlp.   |
| ------- | ------------------- | ---------------- | ---------- | ---------- | ----- | ----- | -------------- | -------------- | ------ | ------ |
| 2010/11 | Budućnost Podgorica | Crnogorska Liga  | 8          | 0          | 0     | 0     | —              | —              | 8      | 0      |
| 2011/12 | Budućnost Podgorica | Crnogorska Liga  | 26         | 2          | 0     | 0     | —              | —              | 26     | 2      |
| 2012/13 | Budućnost Podgorica | Crnogorska Liga  | 27         | 0          | 5     | 1     | 2              | 1              | 34     | 2      |
| 2013/14 | Budućnost Podgorica | Crnogorska Liga  | 4          | 2          | 0     | 0     | —              | —              | 4      | 2      |
| 2013/14 | SC Braga            | Primeira Liga    | 2          | 0          | 3     | 0     | —              | —              | 5      | 0      |
| 2014/15 | SC Braga            | Primeira Liga    | 0          | 0          | 1     | 0     | —              | —              | 1      | 0      |
| 2015/16 | SC Braga            | Primeira Liga    | 18         | 2          | 7     | 0     | 11             | 0              | 36     | 2      |
| 2016/17 | SC Braga            | Primeira Liga    | 25         | 0          | 6     | 0     | 6              | 1              | 37     | 1      |
| 2017/18 | SC Braga            | Primeira Liga    | 31         | 2          | 3     | 0     | 11             | 0              | 45     | 2      |
| 2018/19 | Levante             | Primera División | 16         | 0          | 1     | 0     | —              | —              | 17     | 0      |
| 2019/20 | Levante             | Primera División | 30         | 0          | 2     | 0     | —              | —              | 32     | 0      |
| 2020/21 | Levante             | Primera División | 13         | 0          | 3     | 0     | —              | —              | 16     | 0      |
| 2021/22 | Levante             | Primera División | 6          | 0          | 2     | 0     | —              | —              | 8      | 0      |
| 2022/23 | Al-Ahli             | Stars League     | 17         | 0          | 1     | 1     | —              | —              | 18     | 1      |
| Totaal  | Totaal              | Totaal           | 223        | 8          | 34    | 2     | 30             | 2              | 287    | 12     |

## Interlandcarrière
Vukčević maakte in 2014 zijn debuut in het Montenegrijns voetbalelftal. Op 5 maart van dat jaar werd in een oefenduel met 1–0 gewonnen van Ghana door een benutte strafschop van Dejan Damjanović. De middenvelder mocht van bondscoach Branko Brnović in de basis starten en hij na vijfenzestig minuten vervangen door Nemanja Nikolić. Op 8 oktober 2016 speelde hij zijn achttiende interland, toen hij in een kwalificatiewedstrijd voor het WK 2018 tegen Kazachstan in de basis startte. In de negenenvijftigste minuut vergrootte Vukčević de voorsprong naar 2–0, nadat Žarko Tomašević had getekend voor de openingstreffer. Uiteindelijk zou het nog 5–0 worden door doelpunten van Stevan Jovetić, Fatos Bećiraj en Stefan Savić. Vukčević zou gewisseld worden ten faveure van Nikolić.
| Interlands van Nikola Vukčević voor Montenegro | Interlands van Nikola Vukčević voor Montenegro | Interlands van Nikola Vukčević voor Montenegro | Interlands van Nikola Vukčević voor Montenegro | Interlands van Nikola Vukčević voor Montenegro | Interlands van Nikola Vukčević voor Montenegro | Interlands van Nikola Vukčević voor Montenegro |
| №                                              | Datum                                          | Wedstrijd                                      | Uitslag                                        | Competitie                                     | Goals                                          |                                                |
| Als speler bij SC Braga                        | Als speler bij SC Braga                        | Als speler bij SC Braga                        | Als speler bij SC Braga                        | Als speler bij SC Braga                        | Als speler bij SC Braga                        | Als speler bij SC Braga                        |
| ---------------------------------------------- | ---------------------------------------------- | ---------------------------------------------- | ---------------------------------------------- | ---------------------------------------------- | ---------------------------------------------- | ---------------------------------------------- |
| 1                                              | 5 maart 2014                                   | Montenegro – Ghana                             | 1 – 0                                          | Vriendschappelijk                              |                                                |                                                |
| 2                                              | 23 mei 2014                                    | Slowakije – Montenegro                         | 2 – 0                                          | Vriendschappelijk                              |                                                |                                                |
| 3                                              | 26 mei 2014                                    | Iran – Montenegro                              | 0 – 0                                          | Vriendschappelijk                              |                                                |                                                |
| 4                                              | 8 september 2014                               | Montenegro – Moldavië                          | 2 – 0                                          | EK 2016 kwalificatie                           |                                                |                                                |
| 5                                              | 15 november 2014                               | Montenegro – Zweden                            | 1 – 1                                          | EK 2016 kwalificatie                           |                                                |                                                |
| 6                                              | 27 maart 2015                                  | Montenegro – Rusland                           | 0 – 3                                          | EK 2016 kwalificatie                           |                                                |                                                |
| 7                                              | 8 juni 2015                                    | Denemarken – Montenegro                        | 2 – 1                                          | Vriendschappelijk                              |                                                |                                                |
| 8                                              | 14 juni 2015                                   | Zweden – Montenegro                            | 3 – 1                                          | EK 2016 kwalificatie                           |                                                |                                                |
| 9                                              | 5 september 2015                               | Montenegro – Liechtenstein                     | 2 – 0                                          | EK 2016 kwalificatie                           |                                                |                                                |
| 10                                             | 8 september 2015                               | Moldavië – Montenegro                          | 0 – 2                                          | EK 2016 kwalificatie                           |                                                |                                                |
| 11                                             | 9 oktober 2015                                 | Montenegro – Oostenrijk                        | 2 – 3                                          | EK 2016 kwalificatie                           |                                                |                                                |
| 12                                             | 12 oktober 2015                                | Rusland – Montenegro                           | 2 – 0                                          | EK 2016 kwalificatie                           |                                                |                                                |
| 13                                             | 12 november 2015                               | Macedonië – Montenegro                         | 4 – 1                                          | Vriendschappelijk                              |                                                |                                                |
| 14                                             | 24 maart 2016                                  | Griekenland – Montenegro                       | 2 – 1                                          | Vriendschappelijk                              |                                                |                                                |
| 15                                             | 29 maart 2016                                  | Montenegro – Wit-Rusland                       | 0 – 0                                          | Vriendschappelijk                              |                                                |                                                |
| 16                                             | 29 mei 2016                                    | Turkije – Montenegro                           | 1 – 0                                          | Vriendschappelijk                              |                                                |                                                |
| 17                                             | 4 september 2016                               | Roemenië – Montenegro                          | 1 – 1                                          | WK 2018 kwalificatie                           |                                                |                                                |
| 18                                             | 8 oktober 2016                                 | Montenegro – Kazachstan                        | 5 – 0                                          | WK 2018 kwalificatie                           |                                                |                                                |
| 19                                             | 11 oktober 2016                                | Denemarken – Montenegro                        | 0 – 1                                          | WK 2018 kwalificatie                           | 59'                                            |                                                |
| 20                                             | 11 november 2016                               | Armenië – Montenegro                           | 3 – 2                                          | WK 2018 kwalificatie                           |                                                |                                                |
| 21                                             | 26 maart 2017                                  | Montenegro – Polen                             | 1 – 2                                          | WK 2018 kwalificatie                           |                                                |                                                |
| 22                                             | 10 juni 2017                                   | Montenegro – Armenië                           | 4 – 1                                          | WK 2018 kwalificatie                           |                                                |                                                |
| 23                                             | 1 september 2017                               | Kazachstan – Montenegro                        | 0 – 3                                          | WK 2018 kwalificatie                           |                                                |                                                |
| 24                                             | 4 september 2017                               | Montenegro – Roemenië                          | 1 – 0                                          | WK 2018 kwalificatie                           |                                                |                                                |
| 25                                             | 5 oktober 2017                                 | Montenegro – Denemarken                        | 0 – 1                                          | WK 2018 kwalificatie                           |                                                |                                                |
| 26                                             | 8 oktober 2017                                 | Polen – Montenegro                             | 4 – 2                                          | WK 2018 kwalificatie                           |                                                |                                                |
| 27                                             | 23 maart 2018                                  | Cyprus – Montenegro                            | 0 – 0                                          | Vriendschappelijk                              |                                                |                                                |
| 28                                             | 27 maart 2018                                  | Montenegro – Turkije                           | 2 – 2                                          | Vriendschappelijk                              |                                                |                                                |
| Als speler bij Levante                         |                                                |                                                |                                                |                                                |                                                |                                                |
| 29                                             | 7 september 2018                               | Roemenië – Montenegro                          | 0 – 0                                          | Nations League 2018/19                         |                                                |                                                |
| 30                                             | 10 september 2018                              | Montenegro – Litouwen                          | 2 – 0                                          | Nations League 2018/19                         |                                                |                                                |
| 31                                             | 11 oktober 2018                                | Montenegro – Servië                            | 0 – 2                                          | Nations League 2018/19                         |                                                |                                                |
| 32                                             | 22 maart 2019                                  | Bulgarije – Montenegro                         | 1 – 1                                          | EK 2020 kwalificatie                           |                                                |                                                |
| 33                                             | 25 maart 2019                                  | Montenegro – Engeland                          | 1 – 5                                          | EK 2020 kwalificatie                           |                                                |                                                |
| 34                                             | 10 juni 2019                                   | Tsjechië – Montenegro                          | 3 – 0                                          | EK 2020 kwalificatie                           |                                                |                                                |
| 35                                             | 5 september 2019                               | Montenegro – Hongarije                         | 2 – 1                                          | Vriendschappelijk                              |                                                |                                                |
| 36                                             | 10 september 2019                              | Montenegro – Tsjechië                          | 0 – 3                                          | EK 2020 kwalificatie                           |                                                |                                                |
| 37                                             | 11 oktober 2019                                | Montenegro – Bulgarije                         | 0 – 0                                          | EK 2020 kwalificatie                           |                                                |                                                |
| 38                                             | 14 oktober 2019                                | Kosovo – Montenegro                            | 2 – 0                                          | EK 2020 kwalificatie                           |                                                |                                                |
| 39                                             | 14 november 2019                               | Engeland – Montenegro                          | 7 – 0                                          | EK 2020 kwalificatie                           |                                                |                                                |
| 40                                             | 19 november 2019                               | Montenegro – Wit-Rusland                       | 2 – 0                                          | Vriendschappelijk                              |                                                |                                                |
| 41                                             | 5 september 2020                               | Cyprus – Montenegro                            | 0 – 2                                          | Nations League 2020/21                         |                                                |                                                |
| 42                                             | 8 september 2020                               | Luxemburg – Montenegro                         | 0 – 1                                          | Nations League 2020/21                         |                                                |                                                |
| 43                                             | 10 oktober 2020                                | Montenegro – Azerbeidzjan                      | 2 – 0                                          | Nations League 2020/21                         |                                                |                                                |
| 44                                             | 13 oktober 2020                                | Montenegro – Luxemburg                         | 1 – 2                                          | Nations League 2020/21                         |                                                |                                                |
| 45                                             | 7 september 2021                               | Montenegro – Letland                           | 0 – 0                                          | WK 2022 kwalificatie                           |                                                |                                                |
| 46                                             | 8 oktober 2021                                 | Gibraltar – Montenegro                         | 0 – 3                                          | WK 2022 kwalificatie                           |                                                |                                                |
| 47                                             | 24 maart 2022                                  | Armenië – Montenegro                           | 1 – 0                                          | Vriendschappelijk                              |                                                |                                                |
| Als speler bij Al-Ahli                         |                                                |                                                |                                                |                                                |                                                |                                                |
| 43                                             | 23 september 2022                              | Bosnië en Herzegovina – Montenegro             | 1 – 0                                          | Nations League 2022/23                         |                                                |                                                |
| 44                                             | 26 september 2022                              | Montenegro – Finland                           | 0 – 2                                          | Nations League 2022/23                         |                                                |                                                |
| 47                                             | 17 november 2022                               | Montenegro – Slowakije                         | 2 – 2                                          | Vriendschappelijk                              |                                                |                                                |
| 47                                             | 20 november 2022                               | Slovenië – Montenegro                          | 1 – 0                                          | Vriendschappelijk                              |                                                |                                                |

## Erelijst
| Competitie               |                     |                     |                     |                     |
| Competitie               | Aantal              | Jaren               |                     |                     |
| Budućnost Podgorica      | Budućnost Podgorica | Budućnost Podgorica | Budućnost Podgorica | Budućnost Podgorica |
| ------------------------ | ------------------- | ------------------- | ------------------- | ------------------- |
| Prva Crnogorska Liga     | 1                   | 2011/12             |                     |                     |
| Crnogorski fudbalski kup | 1                   | 2012/13             |                     |                     |
| SC Braga                 |                     |                     |                     |                     |
| Taça de Portugal         | 1                   | 2015/16             |                     |                     |